# Achatinella curta
Achatinella curta é uma espécie de gastrópode  da família Achatinellidae.
É endémica do Arquipélago do Havaí..